# Рівчак-Степанівська сільська рада
Рівча́к-Степа́нівська сільська́ ра́да — адміністративно-територіальна одиниця та орган місцевого самоврядування в Носівському районі Чернігівської області. Адміністративний центр — село Рівчак-Степанівка.

## Загальні відомості
Рівчак-Степанівська сільська рада утворена у 1930 році.
- Територія ради: 33,067 км²
- Населення ради: 843 особи (станом на 2001 рік)

## Населені пункти
Сільській раді підпорядковані населені пункти:
- с. Рівчак-Степанівка
- с. Веселе
- с. Григорівка

## Склад ради
Рада складається з 12 депутатів та голови.
- Голова ради: Баклан Генадій Анатолійович
- Секретар ради: Кацалап Людмила Михайлівна

### Керівний склад попередніх скликань
| Прізвище, ім'я, по батькові | Основні відомості                                                                     | Дата обрання | Дата звільнення |
| --------------------------- | ------------------------------------------------------------------------------------- | ------------ | --------------- |
| Хижняк Василь Олексійович   | Сільський голова, 1952 року народження, член Всеукраїнського об'єднання «Батьківщина» | 26.03.2006   | 31.10.2010      |
| Баклан Генадій Анатолійович | Сільський голова, 1970 року народження, освіта незакінчена вища, член Партії регіонів | 31.10.2010   |                 |

Примітка: таблиця складена за даними сайту Верховної Ради України

### Депутати
За результатами місцевих виборів 2010 року депутатами ради стали:

#### За суб'єктами висування
| Суб'єкт висування | Кількість обраних депутатів | %    |
| ----------------- | --------------------------- | ---- |
| Партія регіонів   | 10                          | 83,3 |
| Єдиний Центр      | 2                           | 16,7 |

#### За округами
| № округу        | Прізвище, ім'я, по батькові     | Дата визнання обраним | Освіта             | Партійна приналежність | Відомості про обраного депутата                                                         |
| --------------- | ------------------------------- | --------------------- | ------------------ | ---------------------- | --------------------------------------------------------------------------------------- |
| Єдиний Центр    |                                 |                       |                    |                        |                                                                                         |
| 4               | Талаш Григорій Іванович         | 02.11.2010            | середня спеціальна | позапартійний          | ТОВ «Агро-Надія», комірник                                                              |
| 6               | Ременюк Ніна Іванівна           | 02.11.2010            | вища               | позапартійна           | ТОВ «Агро-Надія», бухгалтер                                                             |
| Партія регіонів |                                 |                       |                    |                        |                                                                                         |
| 1               | Кацалап Людмила Михайлівна      | 02.11.2010            | середня спеціальна | позапартійна           | Рівчак-Степанівська сільська рада, секретар                                             |
| 2               | Баклан Микола Леонтійович       | 02.11.2010            | середня спеціальна | позапартійний          | фізична особа-підприємець                                                               |
| 3               | Талаш Антоніна Андріївна        | 02.11.2010            | середня спеціальна | позапартійна           | Рівчак-Степанівська сільська бібліотека, бібліотекар                                    |
| 5               | Матюшко Василь Михайлович       | 02.11.2010            | вища               | позапартійний          | Рівчак-Степанівська дільнична лікарняетеринарної медицинив, лікар ветеринарної медицини |
| 7               | Ременюк Тетяна Володимирівна    | 02.11.2010            | вища               | позапартійна           | ТОВ «Агро-Надія», бухгалтер                                                             |
| 8               | Падун Володимир Євгенійович     | 02.11.2010            | середня            | позапартійний          | Рівчак-Степанівська дільниця Носівського Управління газового господарства, майстер      |
| 9               | Столяревський Микола Григорович | 02.11.2010            | середня            | позапартійний          | тимчасово не працює                                                                     |
| 10              | Баклан Світлана Григорівна      | 02.11.2010            | вища               | позапартійна           | Рівчак-Степанівська Загальноосвітня школа І-ІІІ ст., завуч                              |
| 11              | Романченко Анатолій Іванович    | 02.11.2010            | середня            | позапартійний          | фізична особа-підприємець                                                               |
| 12              | Рубель Валентина Михайлівна     | 02.11.2010            | середня спеціальна | позапартійна           | Рівчак-Степанівське сільське споживче товариство, бухгалтер                             |